# Fissidens neo-caledonicus
Fissidens neo-caledonicus là một loài Rêu trong họ Fissidentaceae. Loài này được Besch. mô tả khoa học đầu tiên năm 1873.